# Sainte-Colombe-en-Bruilhois
Sainte-Colombe-en-Bruilhois – miejscowość i gmina we Francji, w regionie Nowa Akwitania, w departamencie Lot i Garonna.
Według danych na rok 1990 gminę zamieszkiwało 1238 osób, a gęstość zaludnienia wynosiła 59 osób/km² (wśród 2290 gmin Akwitanii Sainte-Colombe-en-Bruilhois plasuje się na 352. miejscu pod względem liczby ludności, natomiast pod względem powierzchni na miejscu 494.).